# Parommidion inauditum
Parommidion inauditum là một loài bọ cánh cứng trong họ Cerambycidae.